# George Foster Peabody

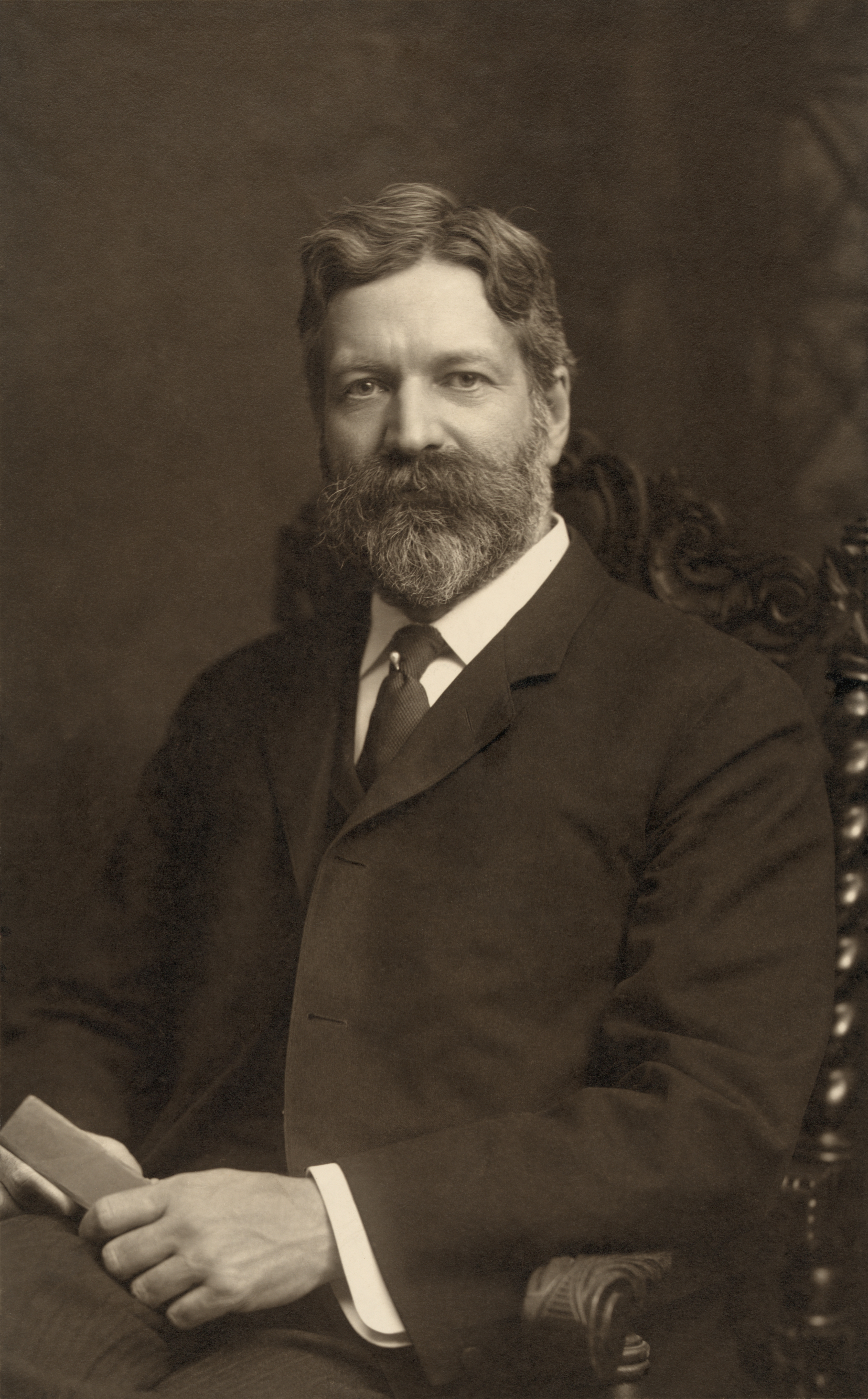
George Foster Peabody

George Foster Peabody (* 27. Juli 1852 in Columbus, Georgia; † 4. März 1938 in Warm Springs, Georgia, Vereinigte Staaten) war ein New Yorker Investment-Banker und Mäzen.
Er spendete einen Großteil seines Vermögens für gemeinnützige Einrichtungen, insbesondere im Bereich Erziehung und Kunst. Sein besonderes Interesse galt der Universität seines Heimatstaates Georgia, deren Entwicklung er mit hohen Summen unterstützte. Ein weiteres Projekt, das er mit seinem Geschäftspartner Spencer Trask und dessen Frau Katrina (Peabody heiratete Katrina nach Spencer Trasks Tod) realisierte, war die Künstlerkolonie Yaddo in Saratoga Springs im Staat New York. Ein wichtiger Preis im Bereich von über Funk und Kabel vermittelten Medien ist bis heute der George Foster Peabody Award. Dieser Preis wurde erstmals 1941 für herausragende Leistungen im Rundfunkbereich vergeben. Wichtige Aspekte bei der Preisverleihung sind neben den künstlerischen Inhalten auch neue oder alternative Wege von deren Verbreitung.